# シリウス・イタリクス

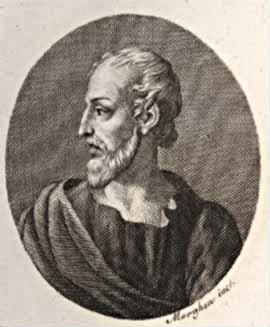
シリウス・イタリクス

シリウス・イタリクス（Silius Italicus 26年頃-101年）は、ローマ帝政期の政治家、雄弁家、詩人。

## 経歴
正確な生誕地はよくわかっていないが一説によればローマ帝国のパタウィウム(現在のイタリアの都市パドヴァ)で生まれたとされる。
マルクス・トゥッリウス・キケロの影響を強く受け、若い頃に雄弁家として頭角を現した。皇帝ネロの寵愛をうけ、ネロ治世下の時にコンスルに就任した。ネロ亡きあとアウルス・ウィテッリウスに急接近し、そのもとで活躍した。その後、アシア属州総督を務め権勢を振るった。富豪だったことから数多くの芸術家のパトロンだった。政界引退後に別荘で詩作活動に入り、長編歴史叙事詩『プニカ』を著した。晩年に自ら餓死したとされる。

## 文献
- 『ポエニー戦争の歌 1・2』高橋宏幸 訳、京都大学学術出版会・西洋古典叢書、2023年4月-5月